# Windows XP Service Pack 1
Windows XP Service Pack 1 was het eerste service pack voor Windows XP. Het werd in 2002 uitgebracht.

## Nieuwe functies
- USB 2.0-ondersteuning
- .NET-ondersteuning
- Nieuwe versie (4.7) van Windows Messenger
- IPv6-ondersteuning (deels)
- Ondersteuning SATA-schijven groter dan 137 GB